# Pluvianellus
Pluvianellus is een geslacht van vogels uit de familie Magelhaenplevieren (Pluvianellidae). Het geslacht telt één soort.

## Soorten
- Pluvianellus socialis – Magelhaenplevier